# روبن‌ترین
روبن نیکلاس‌ترین (به انگلیسی: Reuben Trane) (زاده ۱۳ سپتامبر ۱۸۸۶ -مرگ ۵ سپتامبر۱۹۵۴)
بنیانگذار شرکت تهویه مطبوع و گرمایشی ترین در آمریکا بود. وی این شرکت را به کمک پدرش جیمز ترین تأسیس کرد.
روبن‌ترین در شهر لاکراس ایالت ویسکانسین به‌دنیا آمد. در سال ۱۹۰۶ از دبیرستان مرکزی لاکراس دانش‌آموخته شد و در سال ۱۹۱۰ لیسانس مهندسی خود را از دانشگاه ویسکانسین-مدیسن دریافت نمود. وی از سال ۱۹۱۶ تا سال ۱۹۵۱ مدیر عامل شرکت‌ترین بود و از سال ۱۹۵۱ تا زمان مرگش به عنوان رئیس هیئت‌مدیره در این شرکت مشغول به‌کار بود. نهایتاً او در سال ۱۹۵۴ در محل زادگاه خود فوت کرد.